# Herméric
Pour les articles homonymes, voir Hermanaric.
Herméric, Ermaric, Hermeneric,  Hermanaric ou Ermengaire, né en Germanie en 372 et mort en 441, est le fondateur dans la péninsule Ibérique du royaume suève.

## Biographie

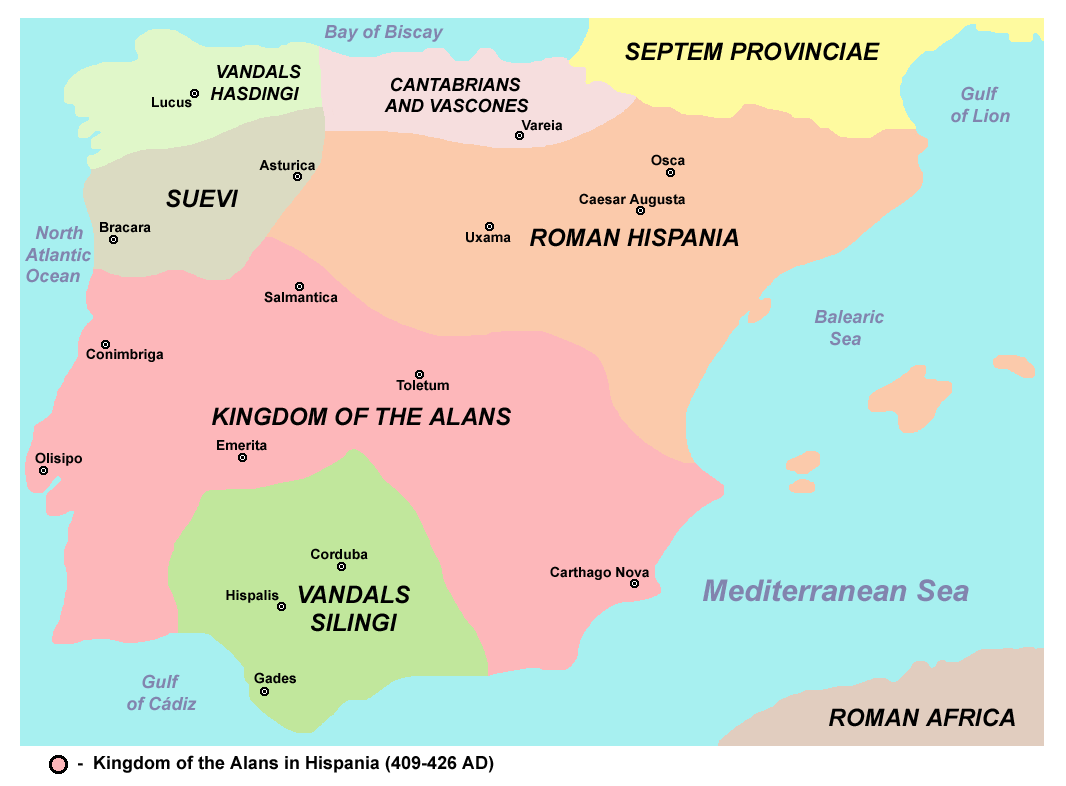
La péninsule Ibérique entre 409 et 426.

Roi des Suèves, Herméric, fuyant les Huns, réussit à installer son peuple dans la péninsule Ibérique en 409. En 411, il prête serment à l'empereur romain et choisit Braga comme capitale.
Il lutta en 417 contre les Wisigoths de Wallia et se maintint en Galice. L'année suivante, l'empereur Honorius accepta de lui renouveler le statut de fédéré (418) et les Suèves ne se joignirent pas aux Vandales dans leur rébellion de 422.
Il obtint un fœdus en 437, qui sera renouvelé en 438.
Il eut pour héritier son fils Rechila qui règne avec lui de 438 à 441, puis lui succède à sa mort en 441. Il est peut-être le père du roi suève Hunimund.

### Sources
- Hydace de Chaves, Chronique.